# Sensorische dissonantie
Sensorische dissonantie is een verschijnsel uit de psychoakoestiek, het is de ruwheid van klank die door mensen wordt ervaren.
In experimenteel onderzoek naar sensorische dissonantie gebruikt men liever muzikale leken dan musici. Musici zijn bijvoorbeeld getraind om de tritonus, een interval van 600 cents, als dissonant te ervaren. Dat is echter muzikale dissonantie, want als men deze klank met twee zuivere sinustonen opbouwt is de sensorische ruwheid juist zeer laag.
Sensorische dissonantie heeft wel iets met muzikale dissonantie te maken, maar het zijn wel twee aparte begrippen.